# Kewin Bordas
Kewin Bordas (13 maggio 1985) è un ex giocatore di football americano francese che ha giocato come defensive back.